# Jimmie Walker

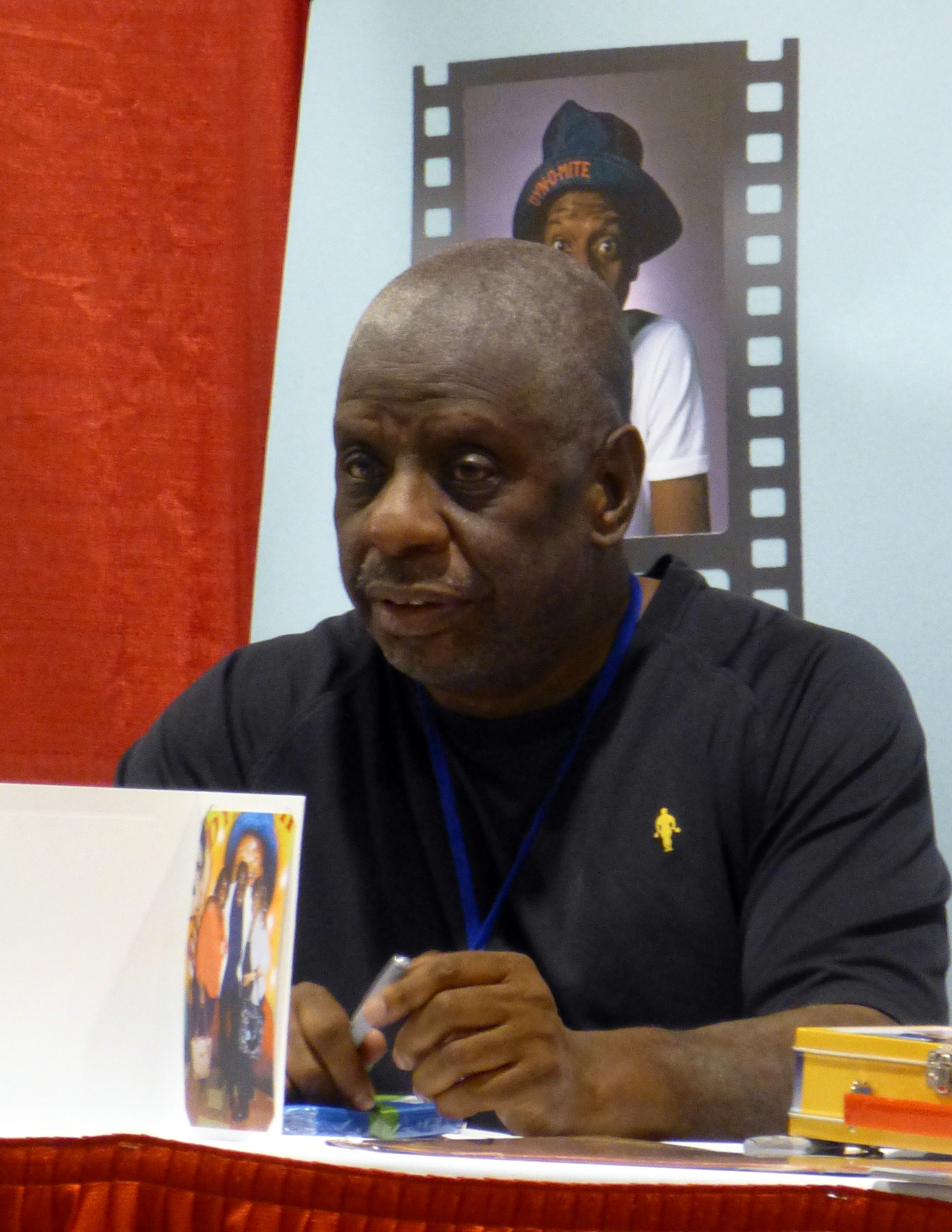
Jimmie Walker, 2015.

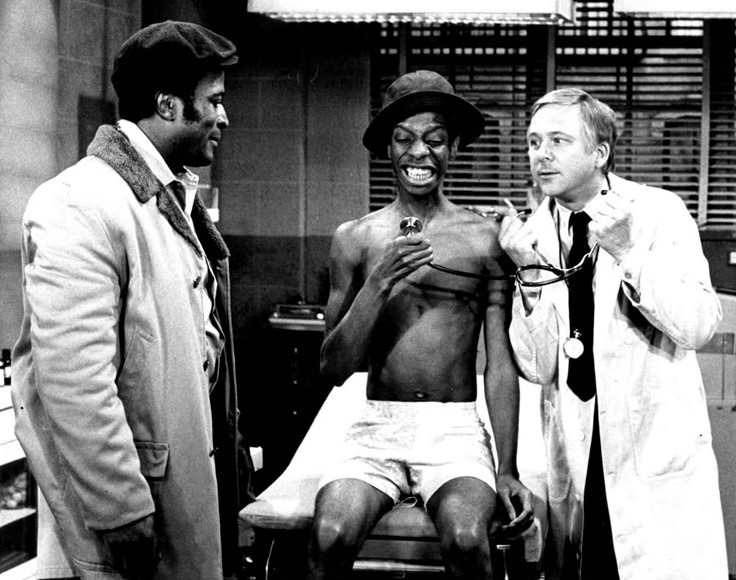
Jimmie Walker (i mitten) som J.J. Evans i TV-serien Good Times, 1975.

James Carter (Jimmie) Walker, född 25 juni 1947 i Bronx, New York, är en amerikansk skådespelare och ståuppkomiker.

## Filmografi i urval
- 1974–1979 – Good Times (TV-serie) (133 avsnitt)
- 1975 – Kalabalik i gangstervärlden
- 1979 – Airport 80 - Concorde
- 1980 – Titta vi flyger
- 1992 – Ensam hemma 2 – vilse i New York
- 2001–2002 – Scrubs (TV-serie) (två avsnitt)